# Брадфорд Делонг
Джеймс Брадфорд Делонг (на английски: James Bradford DeLong) е американски икономист.
Роден е на 24 юни 1960 година в Бостън. Учи в Харвардския университет, където през 1987 година защитава докторат по икономика, след което преподава в Масачузетския технологичен институт, Бостънския и Харвардския университет. През 1993 – 1995 година работи във финансовото министерство, а след това преподава в Калифорнийския университет – Бъркли. Работи главно в областта на макроикономиката, както и на стопанската история.